# FTDI
Future Technology Devices International, comúnmente conocida por su abreviatura FTDI, es una empresa privada escocesa de dispositivos semiconductores, especializada en tecnología Universal Serial Bus (USB).
Desarrolla, fabrica, y da apoyo a dispositivos y sus correspondientes controladores de software (drivers) para la conversión de transmisiones serie RS-232 o TTL a señales USB, con el fin de permitir la compatibilidad de dispositivos heredados con los ordenadores modernos.
FTDI ofrece servicios de diseño de circuitos integrados de aplicación específica (ASIC). También ofrece servicios de consultoría para el diseño de productos, específicamente en el ámbito de los dispositivos electrónicos.

## Historia
FTDI fue fundada el 13 de marzo de 1992 por su actual CEO Fred Dart. Esta compañía es descendiente indirecto de Computer Design Concepts Ltd, una Startup dedicada a la tecnología en semiconductores fundada por el mismo Dart.